# Nordiska mästerskapen i brottning 1969
Nordiska mästerskapen i brottning 1969 hölls den 26 april 1969 i Joensuu i Finland. Det var den 12:e upplagan av tävlingen.

## Medaljtabell
*   Värdland ( Finland)
| Nr                  | Nation              | Guld | Silver | Brons | Totalt |
| ------------------- | ------------------- | ---- | ------ | ----- | ------ |
| 1                   | Finland*            | 8    | 0      | 2     | 10     |
| 2                   | Sverige             | 1    | 5      | 3     | 9      |
| 3                   | Norge               | 1    | 3      | 3     | 7      |
| 4                   | Danmark             | 1    | 1      | 2     | 4      |
| Totalt (4 nationer) | Totalt (4 nationer) | 11   | 9      | 10    | 30     |

## Resultat

### Grekisk-romersk stil
| Gren    | Guld                           | Silver           | Brons            |
| 48 kg   | Henning Holte · Raimo Hirvonen | ----             | Benny Westerby   |
| 52 kg   | Reino Salimäki                 | Kjell Fernström  | Ola Aasand       |
| 57 kg   | Risto Björlin                  | Bent Jørgen Lund | Arne Axelsson    |
| 63 kg   | Martti Laakso                  | Roland Svensson  | Harald Hervig    |
| 68 kg   | Kauno Määttä                   | Frank Solberg    | Raimo Mylläri    |
| 74 kg   | Eero Tapio                     | Janne Karlsson   | Per Nordlie      |
| 82 kg   | Matti Laakso                   | Håkon Øverby     | Jan Kårström     |
| 90 kg   | Tore Hem                       | Roland Andersson | Veikko Koivumäki |
| 100 kg  | Aimo Mäenpää                   | Pelle Svensson   | Svein Jonassen   |
| +100 kg | Lennart Persson                | Ragnvald Tangen  | Walter Klemann   |